# Argonne (région)
Pour les articles homonymes, voir Argonne.
L'Argonne est une région naturelle de la France, qui chevauche les départements de la Marne, des Ardennes et de la Meuse, à l'est du bassin parisien. L'Argonne est une région de forêt et d'étangs. La principale localité de l'Argonne est Sainte-Menehould.
Dans l'Antiquité, la région de l'Argonne s'est forgée une grande réputation pour ses ateliers céramiques. Plus tard, dans l'histoire de France, elle est renommée grâce surtout à trois événements :
- l'arrestation à Varennes de Louis XVI en 1791 ;
- la bataille de Valmy en 1792 ;
- la Grande Guerre de 1914-1918, notamment lors des batailles de Revigny en 1914, de Champagne en 1914-1915, de Vauquois de 1914 à 1918, de Verdun en 1916-1917 et lors de l'offensive Meuse-Argonne en 1918.

## Géographie

### Situation
D'extension grossièrement nord-sud, l'Argonne se situe entre le Massif ardennais et les crêtes préardennaises au nord, la Champagne humide et haute-vallée de l'Aisne à l'ouest, le Barrois de Bar-le-Duc et la vallée de l'Aire à l'est.
L'Argonne est desservie par la gare de Meuse TGV sur la ligne à grande vitesse de Paris à Strasbourg, par l'autoroute A4 (sorties de Sainte-Menehould et Clermont-en-Argonne) et par l'ancienne nationale 3. Entre Châlons-en-Champagne et Verdun, la ligne ferroviaire classique est déclassée entre Baleycourt (ouest de Verdun) et Suippes.

### Relief
Le cœur de l'Argonne, entre l'Aisne et l'Aire, bien qu'à proximité immédiate de la vallée de la Meuse, fait partie du bassin versant de la Seine.
L'Argonne présente un relief modéré, aux environs de 350 mètres pour les plus hauts sommets, avec un escarpement vers l'est. La topographie de l'Argonne forme un bastion naturel ponctué de cinq passages : Le Chesne, La Croix-aux-Bois, Grandpré, Le Claon et Les Islettes. Ce relief lui a valu de jouer un rôle stratégique important lors de nombreux conflits : notamment le combat de La Croix-aux-Bois prélude de la bataille de Valmy, la guerre franco-allemande de 1870 et la Première Guerre mondiale.

### Géologie
La géologie de l'Argonne se caractérise par un relief de cuesta développé par l'affleurement de la gaize (grès glauconieux à spicules d'éponges cimenté par de l'opale) de l'étage Albien (Crétacé).

### Forêts
L'emprise forestière de l'Argonne a évolué au cours de l'histoire.
Les forêts domaniales d'Argonne résultent en partie de reboisements des années 1920 à titre de forêt de guerre[réf. souhaitée]. Ce sont notamment
la forêt domaniale de la Croix-aux-Bois, la forêt domaniale d'Ariéthal et le site de la croix du Bayle au-dessus de Fléville, dans les Ardennes ; la forêt domaniale du Pont de l'Aune dans la Meuse ; la forêt domaniale de Haute Chevauchée sur la commune de Vienne-le-Château dans la Marne et sur les communes de Boureuilles et Lachalade dans la Meuse ; la forêt domaniale de Lachalade dans la Meuse ; la forêt domaniale du Mort-Homme au-dessus d'Esnes-en-Argonne ; la forêt domaniale du Grand Pays au-dessus des Islettes ; la forêt domaniale de Châtrices dans la Marne ; la forêt domaniale de Beaulieu dans la Meuse.

## Histoire

### Antiquité et Moyen Âge

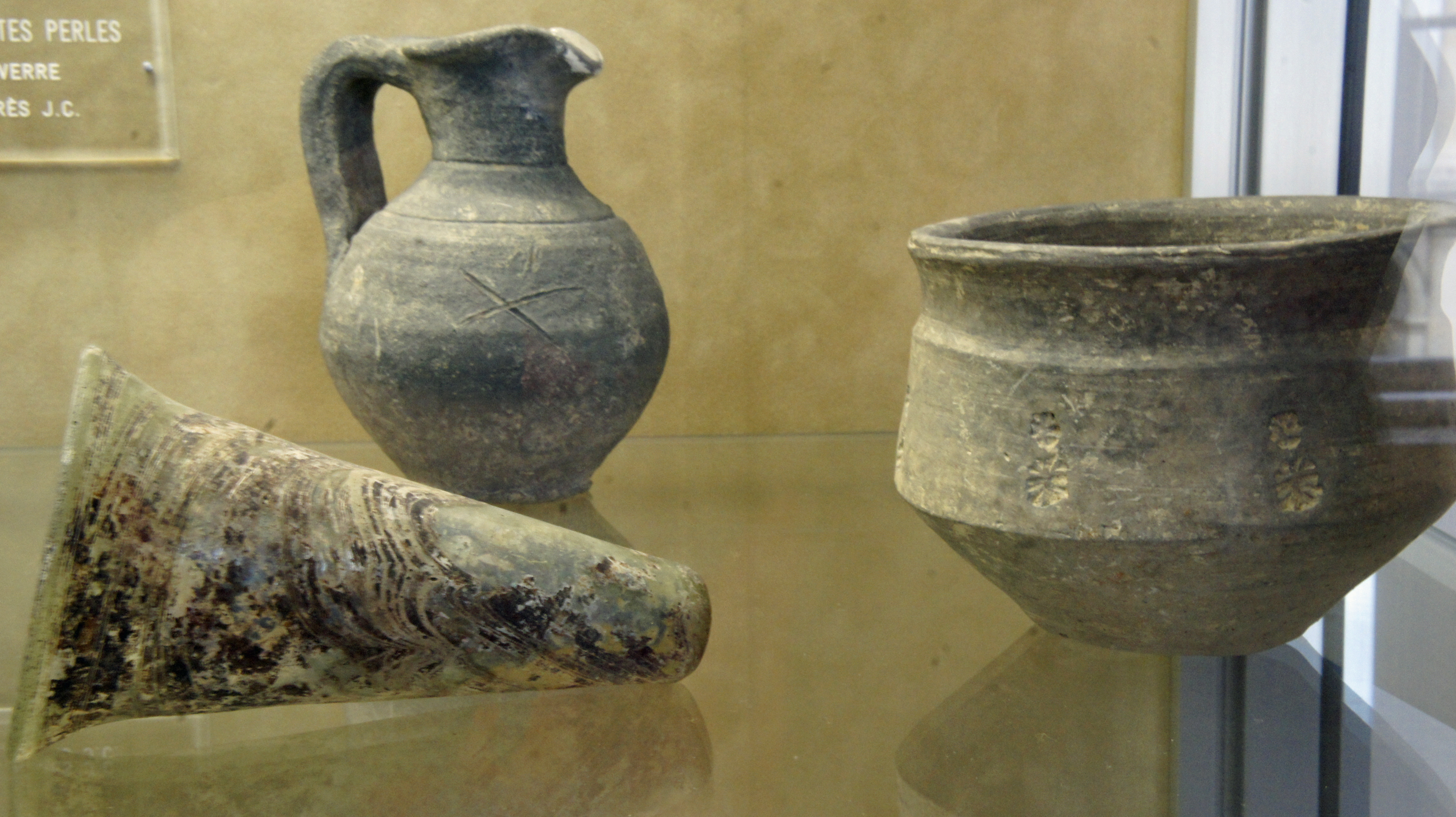
Poterie et verrerie du VI trouvées à Fléville dans la vallée de l'Aire (Musée Saint-Remi de Reims).

Les ateliers céramiques gallo-romains d'Argonne, notamment les fours de Lavoye et Avocourt, produisent en masse de la céramique sigillée aux IIe et IVe siècles. La région est connue également pour ses exportations de produits verriers.
Les nécropoles mérovingiennes de la région qui reprennent parfois les emplacements de sites romains, montrent la possibilité d'une réoccupation voire d'une continuité d'occupation entre le Bas-Empire romain et le Haut Moyen Âge.
Au Moyen Âge, le massif a connu les premiers défrichements, notamment autour des abbayes cisterciennes qui s'y implantèrent : Montiers-en-Argonne, Lachalade et Chéhéry. Plusieurs villes neuves furent fondées pour attirer des nouvelles populations. L'initiative venait du comte de Champagne ou du comte de Bar : La Neuville-au-Pont, Florent-en-Argonne, Passavant-en-Argonne (pariage avec l'abbaye de Châtrices).
Longtemps, l'Argonne a été considérée, non comme une véritable entité, mais comme partagée entre les deux régions majeures que sont la Champagne et la Lorraine.

### 

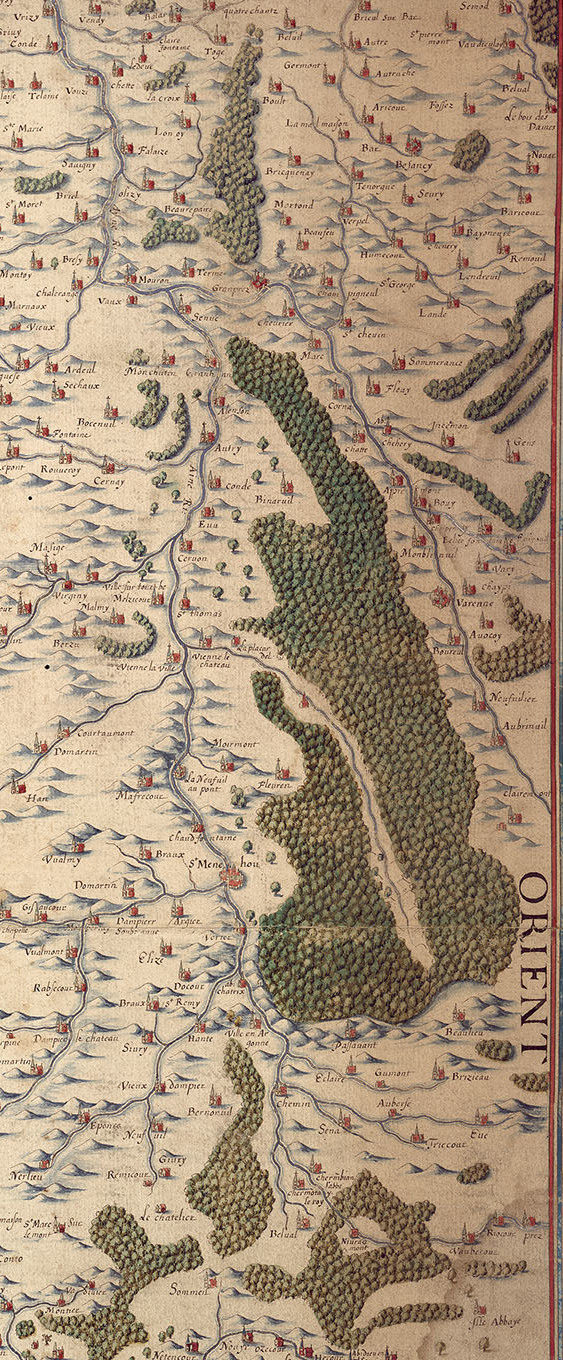
Au XIXe siècle.

### XVIIIeetXIXesiècles
En 1782, l'Encyclopédie méthodique de géographie moderne décrit l'Argonne comme suit :

« Contrée de France, qui s'étend en Champagne & dans le Barrois. Elle a environ 18 lieues de long sur une largeur fort inégale. Cette contrée n'est pour ainsi dire qu'une grande forêt, dans laquelle sont des vuides où l'on a bâti des villes & des villages. Les habitants en cultivent les environs avec le plus grand soin ; mais indépendamment de ce que la qualité du sol n'est pas bien bonne, les bêtes fauves dont le pays est rempli, les privent en grande partie du fruit de leur labeur. Le bétail leur réussit mieux, & le commerce des bois leur est encore une ressource. Sainte-Menehould est la capitale de cette contrée. »

Durant la Révolution française, ce territoire proche des frontières est mis en exergue par la fuite de Louis XVI et son arrestation à Varennes en 1791, puis par la bataille de Valmy en 1792 : c'est au célèbre Moulin de Valmy, le 20 septembre 1792, que l'armée révolutionnaire sous les ordres de Dumouriez et Kellermann arrête l'invasion austro-prussienne, commandée par le duc de Brunswick.
Pendant la guerre franco-allemande de 1870, le centre et le sud argonnais sont investis par l'armée prussienne et ses alliés dès le 25 août. Le nord du massif argonnais passe sous contrôle allemand à l'issue de la bataille de Beaumont le 30 août.
L'Argonne reste occupée en gage du paiement de l'indemnité de guerre due à l'Allemagne en application du traité de Francfort. L'évacuation a finalement lieu en 1872 pour le département de la Marne et en 1873 pour les départements des Ardennes et de la Meuse.
L'économie de la région au XVIIIe siècle et au début du XIXe siècle était d'essence locale. La présence de nombreux cours d'eau, de grandes forêts et de minerai de fer ont conduit à la construction de nombreux moulins et de petites forges au rayonnement local. Entre 1708 et 1880, de nombreuses faïenceries ont existé en Argonne, la plus célèbre étant la faïencerie des Islettes (ou faïencerie du Bois d'Épense) située dans la Marne à la limite de la Meuse, à côté du bourg des Islettes.
Au XIXe siècle, la découverte des "coquins", nodules de phosphate de calcium ou "phosphate de chaux" selon la terminologie d'alors, va développer une petite industrie des engrais à partir du milieu du siècle (premier moulin en 1855) ; les anciennes installations de lavage du minerai de fer, en disparition, ainsi que des moulins vont être reconvertis pour le lavage et le concassage des coquins. L'activité se développe et pour envoyer l'engrais dans toute la France, les gares ferroviaires de Sainte-Menehould, de Revigny-sur-Ornain, et de Grandpré qu'on agrandit, sont utilisées. L'activité durera plus d'un demi-siècle et s'éteindra progressivement à partir du début du XXe siècle face à la concurrence des nouvelles sources de phosphates. Le dernier moulin à coquins, situé à Rarécourt, cessera son activité en 1947.

### Première Guerre mondiale

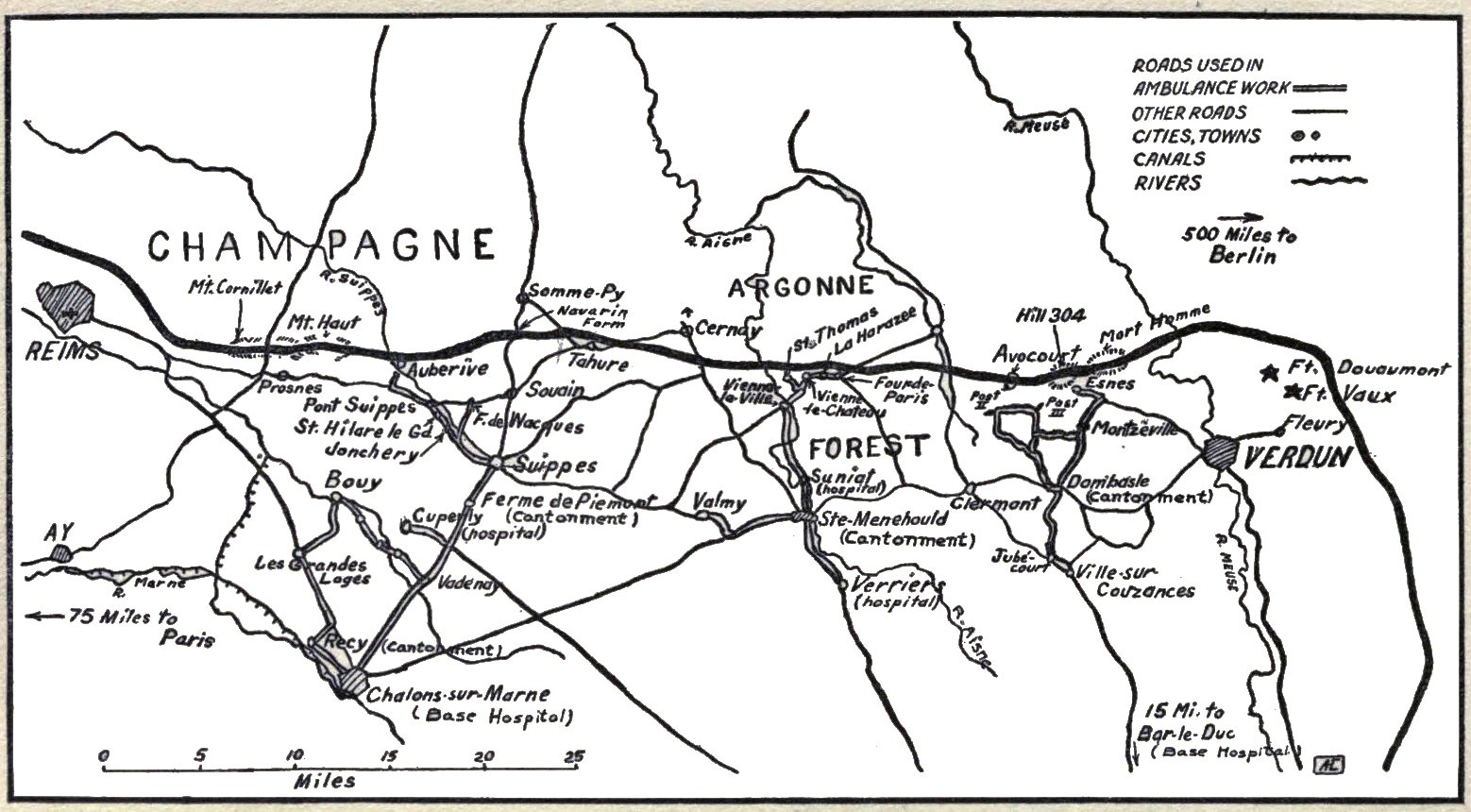
Hôpitaux et ambulances entre Reims et Verdun en 1917 d'après Ambulance 464 de Julien Bryan.

L'armée allemande s'installe dans le massif de l'Argonne dès l'automne 1914 après la bataille de la Meuse fin août dans les Ardennes. Les combats de Vaux-Marie, la bataille de Revigny au sud et surtout la bataille de la Marne plus à l'ouest, permettent à l'armée française de fixer le front dans le nord de l'Argonne sur la ligne Servon - Varennes. L'Argonne reste ainsi l'un des accès à la place fortifiée de Verdun, par la route et la voie ferrée. La bataille de Vauquois commence alors et durera jusqu'en 1918.
L'Argonne est le front oriental des batailles de Champagne notamment de décembre 1914 à mars 1915 puis en septembre-octobre 1915.
Pendant la bataille de Verdun de 1916 et celle de 1917, les points hauts en rive gauche de la Meuse tels que la cote 304 et le Mort-Homme au nord d'Avocourt, Esnes et Cumières, sont l'objet de combats meurtriers.
À l'automne 1918, l'armée américaine du général Pershing passe à l'offensive en direction du nord entre Meuse et Argonne. Le front atteint Vienne-le-Château, Varennes, Avocourt et Esnes dès le 26 septembre. L'armée américaine dépasse Vauquois et prend la butte de Montfaucon le lendemain puis s'attaque aux positions fortifiées entre le défilé de Grandpré sur l'Aisne et Brieulles-sur-Meuse. Elle s'empare de la ligne de crête au-dessus de Romagne-sous-Montfaucon le 14 octobre et franchit la Meuse à Brieulles début novembre. Parallèlement, du 24 septembre à fin octobre 1918, les troupes françaises se chargent de l'offensive dans l'ouest du massif argonnais. Un détachement mixte français et américain opère entre l'Aisne et La Harazée à la zone de contact entre les deux armées, l'information circule par les aviations française et américaine et, au sol, grâce à la cavalerie. A la fin du mois d’octobre, l'offensive alliée est arrêtée au nord de l'Aire mais la progression se poursuit sur la rive gauche de l'Aisne et les troupes tchécoslovaques font une première percée au-delà de Vouziers. L'armée américaine atteint les faubourgs de Sedan et Montmédy le 11 novembre lorsque l'armistice met fin aux combats. Les actes d'héroïsme les plus connus de l'offensive Meuse-Argonne sont le sauvetage du bataillon perdu dans les ravins de Charlevaux au nord-est de Binarville et l'exploit du sergent York près de Chatel-Chéhéry.

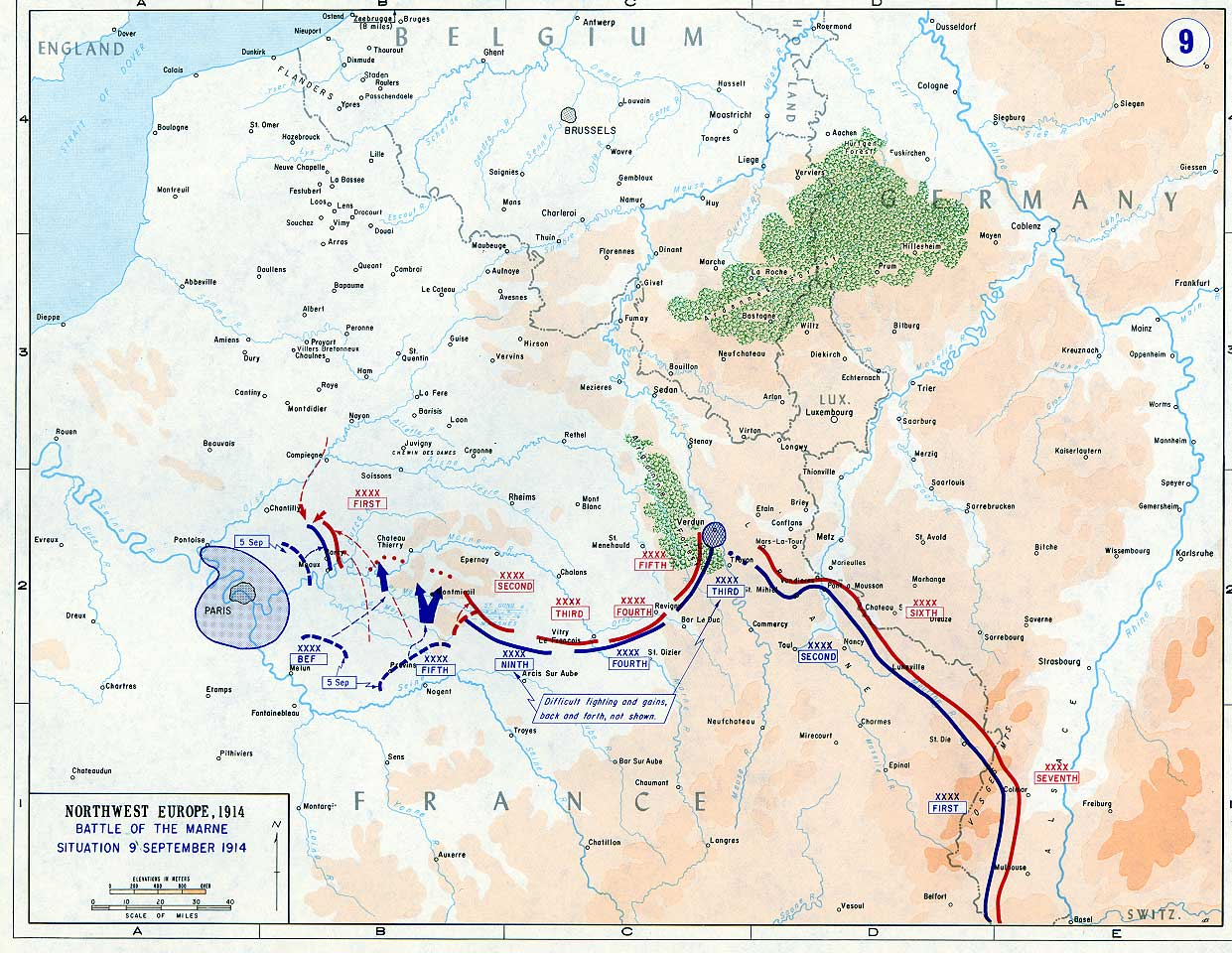
Situation du front le 9 septembre 1914.
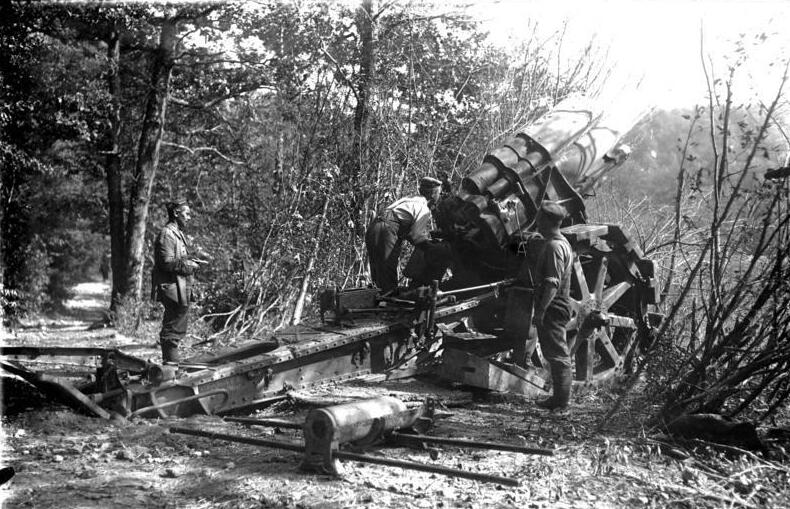
Artillerie allemande, Argonne 1915.
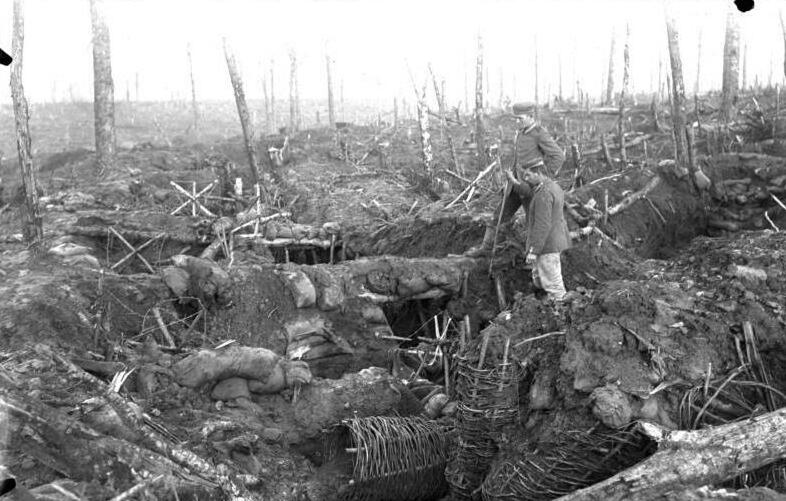
Forêt d'Argonne en octobre 1915, ravagée par les tirs d'obus.
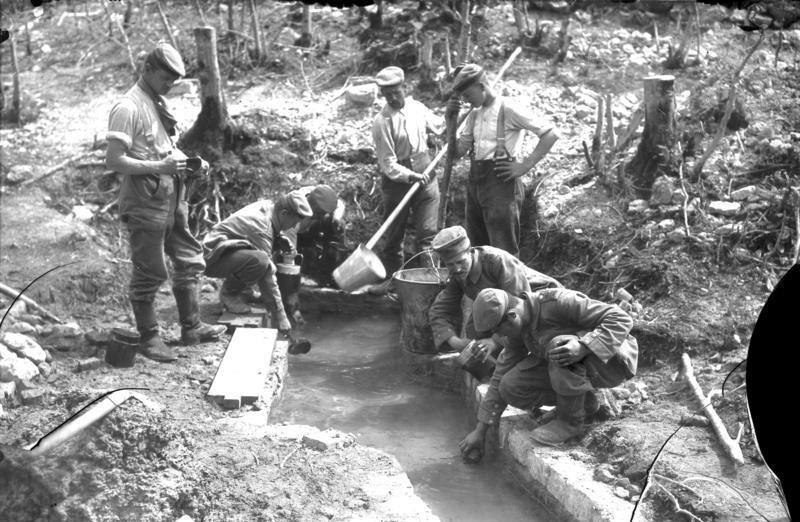
Corvée d'eau pour les soldats allemands, en forêt d'Argonne en mai 1915.
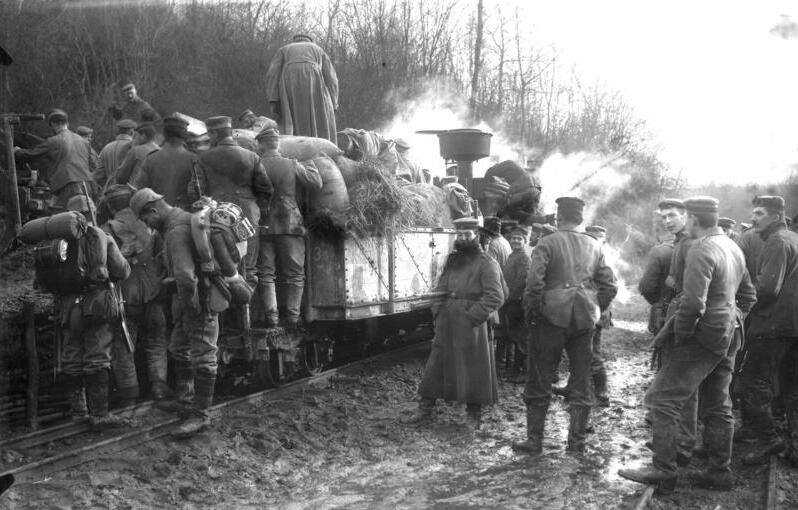
Train transportant troupes et matériel.
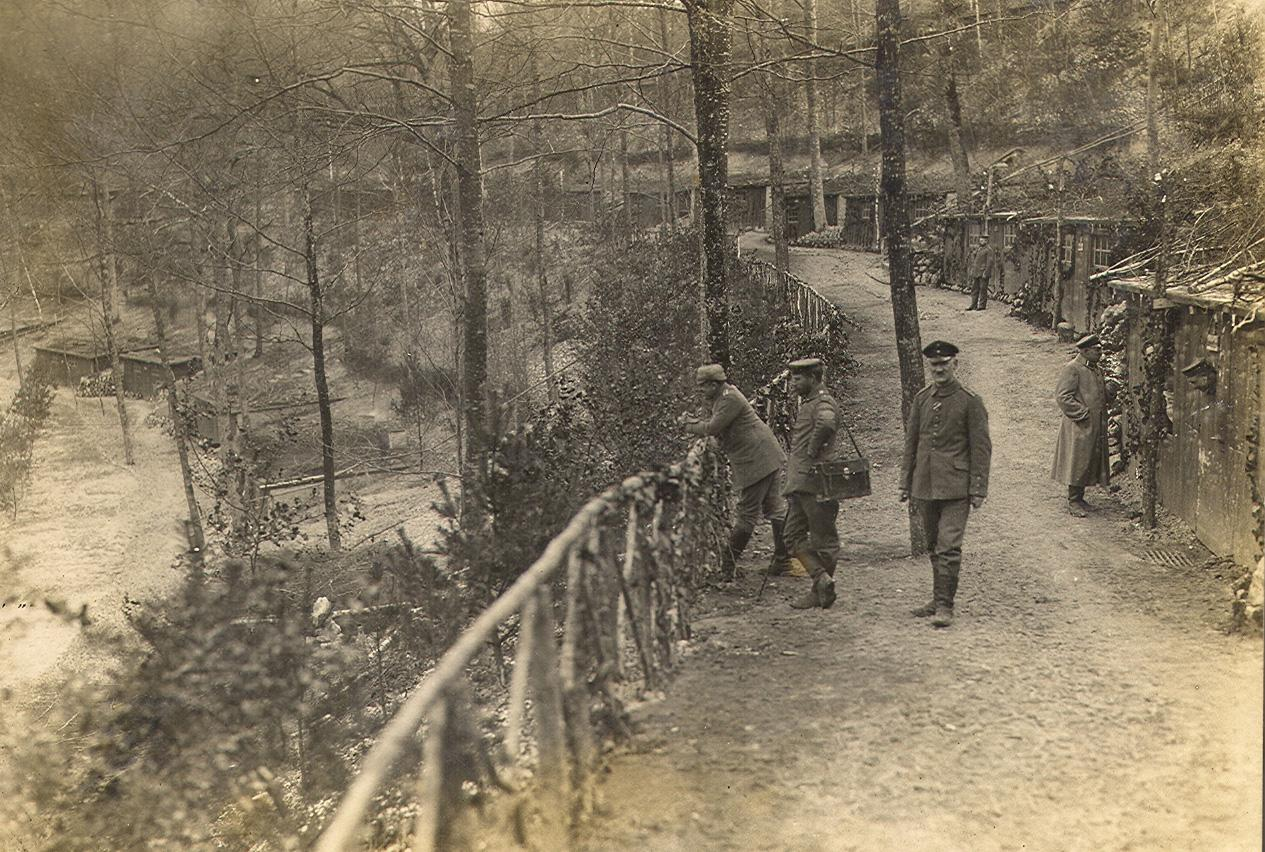
Camp de repos du Borrisewald à Apremont.
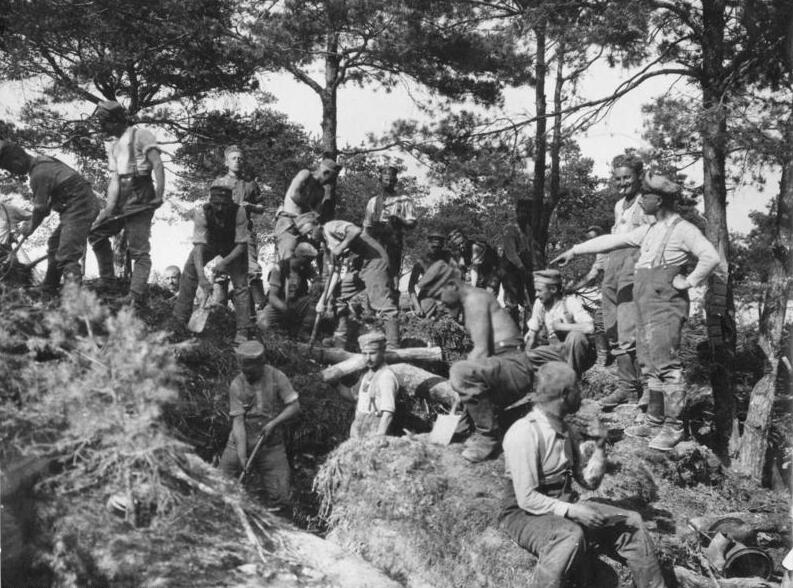
Installation d'une nouvelle position allemande en 1916.
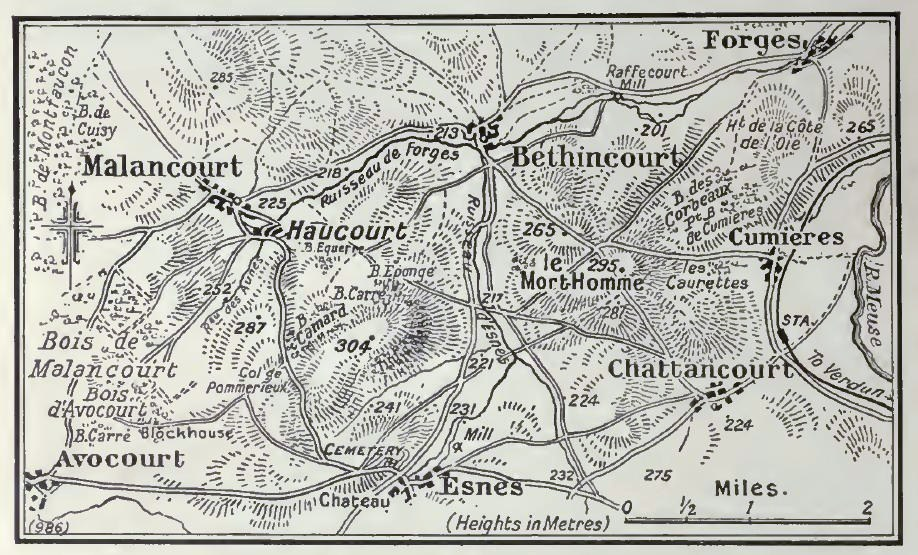
Points hauts en rive gauche de la Meuse. Carte de 1917.
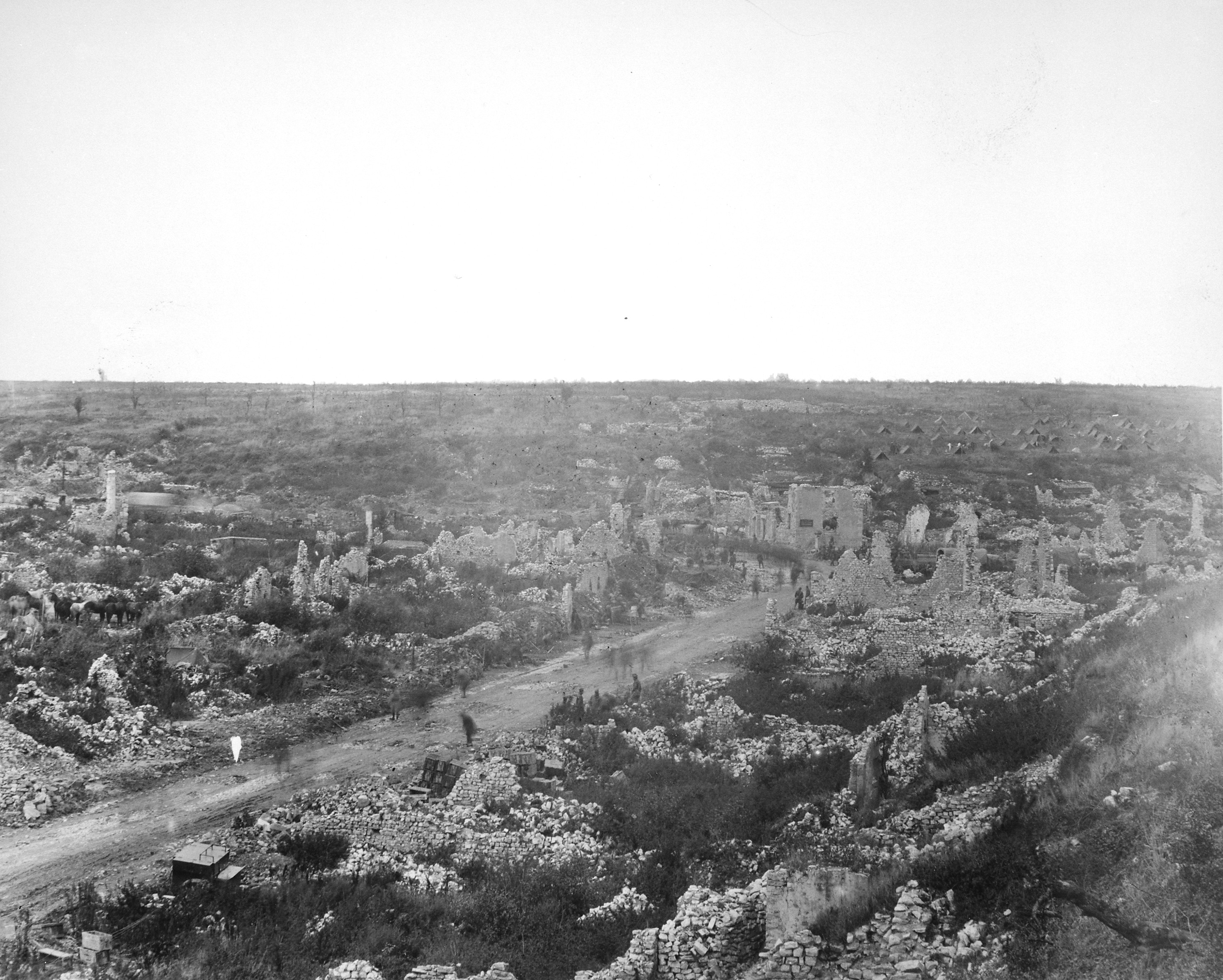
Les ruines d'Avocourt en 1918.

L'Argonne fait partie des lieux emblématiques du front ouest de la Première Guerre mondiale que l'association « Paysages et Sites de mémoire de la Grande Guerre » cherche à faire reconnaître par l'Unesco en vue d'une inscription collective au patrimoine mondial. Les nombreux cimetières militaires allemands, français et américains de la région témoignent des combats dans lesquels des milliers de soldats sont morts ; ce sont par exemple la nécropole nationale de Saint-Thomas-en-Argonne, le cimetière militaire allemand d'Apremont, le cimetière américain de Romagne-sous-Montfaucon et bien d'autres. Les zones de combat et les zones arrière les moins perturbées par les reforestations d'après-guerre se prêtent à des restaurations telles que celle du camp de la vallée Moreau près de Vienne-le-Château, ou à des fouilles archéologiques telles que celles réalisées par la DRAC Champagne-Ardennes en 2010 et 2011 sur l'emplacement du « Lager Borrieswalde » en forêt d'Argonne entre Binarville (Marne) et Apremont (Ardennes),. De même, des prospections archéologiques américaines ont donné des résultats dans les ravins de Charlevaux sur les traces du bataillon perdu.

## Tourisme
Aujourd'hui, ses structures d'accueil (gîtes ruraux, auberges, camping, etc.) permettent aux visiteurs recherchant le calme et la nature de passer un agréable séjour. Ses paysages vallonnés, ses forêts et son riche patrimoine des XVIe et XVIIe siècles (châteaux et abbayes) en font une région touristique attractive, mais insuffisamment mise en valeur.

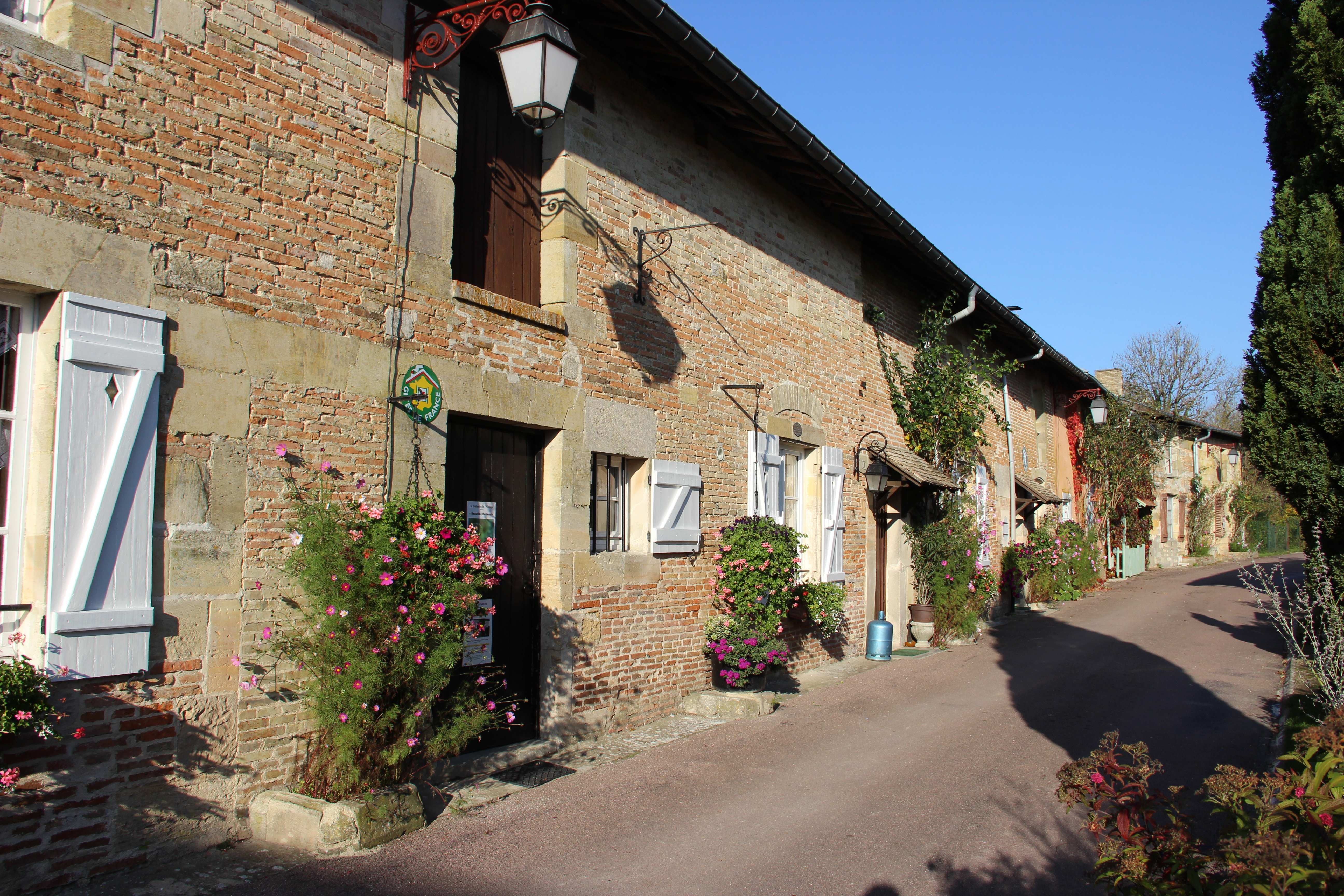
Gite rural à Beaulieu-en-Argonne.

### À voir dans la région

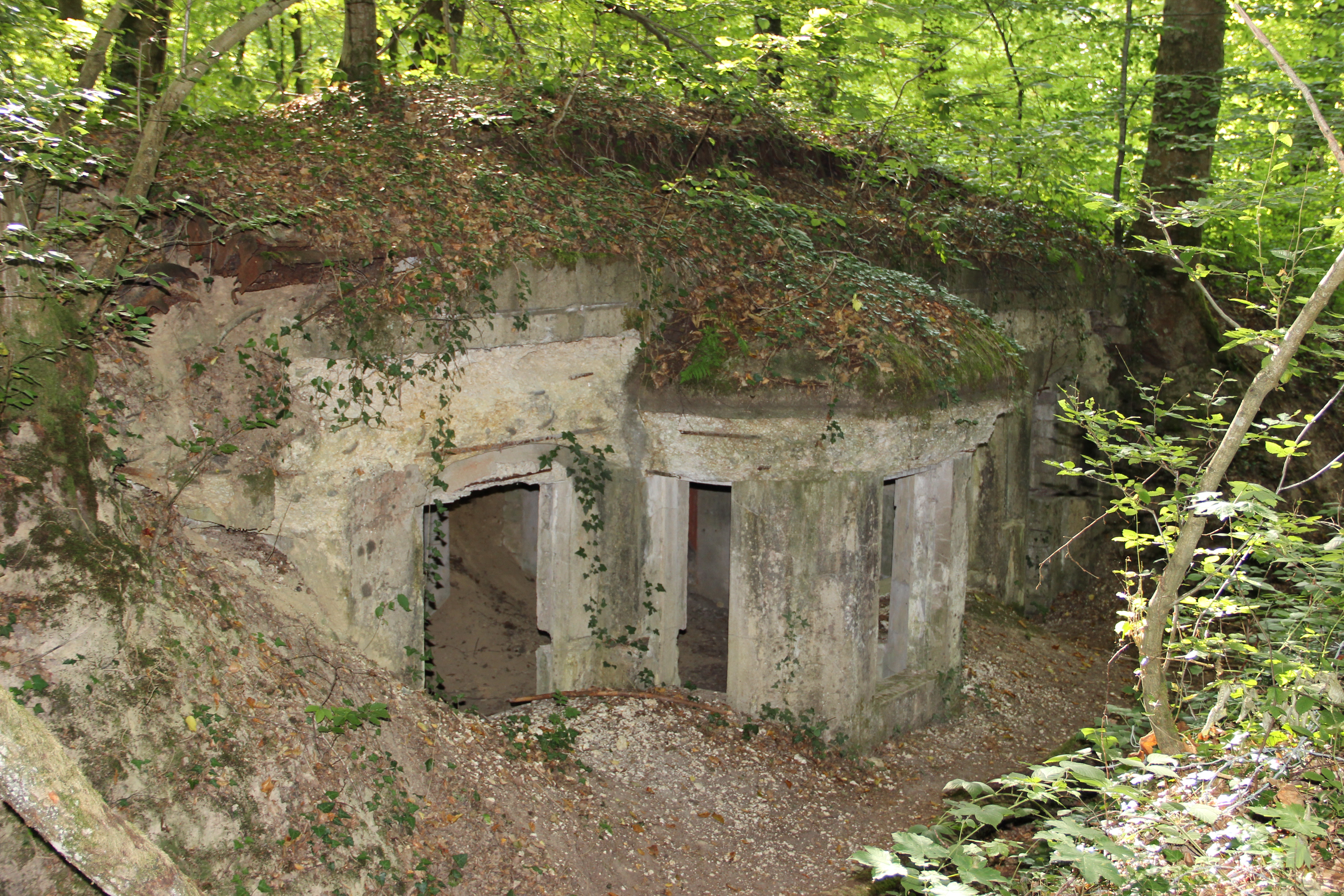
Abri du Kronprinz à proximité de Varennes-en-Argonne.

- La forêt d'Argonne : le long de la route de la Haute-Chevauchée, on trouve de nombreux vestiges datant de la Première Guerre mondiale dont les abris du Kronprinz et le Kaiser-Tunnel.
- Les abbayes argonnaises : Lachalade, Beaulieu, Moiremont, Montfaucon et Châtrices.
- La Fondation du Bois d'Épense (Les Islettes) et le Musée de Rarécourt, tous deux consacrés à la faïence d'Argonne.
- Le Parc Argonne Découverte : parc à loups, noctarium[19], etc.
- Sainte-Menehould et sa gendarmerie actuelle où se sont reposés le Roi Louis XVI et sa famille pendant leur fuite, avant d'être repérés par Jean Baptiste Drouet et arrêtés le 21 juin 1791 à Varennes-en-Argonne.
- Clermont-en-Argonne : le chemin du Roi.
- Les nombreux lieux de mémoire de la Première Guerre mondiale : la butte de Vauquois, haut lieu de la guerre des mines, la tranchée de Chattancourt, le camp de la vallée Moreau à Vienne-le-Château, la tombe de Roland Garros à Vouziers, etc.
- Site classé du promontoire de Beaulieu-en-Argonne.

### À écouter dans la région
- Depuis 1994, le village de Louvergny accueille un festival de musique lyrique original, les Rencontres de Louvergny devenu les Musicales de Louvergny[20], qui a lieu dans la première quinzaine d'août. Des concerts ont maintenant lieu un peu partout en Argonne, et autour.
- Une autre série de concerts de musique classique ou plus moderne, intitulée Notes d'Argonne, a lieu en Argonne au mois de mai[réf. souhaitée].

## Spécialités
Une des spécialités culinaires de l'Argonne est le gâteau mollet, gâteau à pâte levée briochée cuit dans un moule à côtes. Le moule à gâteau mollet est plus trapu que son homologue à kouglof et la cheminée centrale est plus ample.
Le pied de cochon est aussi une spécialité culinaire de l'Argonne et plus particulièrement de Sainte-Menehould où un restaurant en a fait une de ses spécialités.